# Пауліно Алькантара
Пауліно Алькантара (ісп. Paulino Alcántara; нар. 7 жовтня 1896, Ілоіло — пом. 13 лютого 1964, Барселона) — іспанський футболіст філіппінського походження, що грав на позиції нападника. По завершенні ігрової кар'єри — футбольний тренер та лікар.
Є одним з найкращих нападників за всю історію футбольного клубу «Барселона», забивши за клуб 369 м'ячів у 357 офіційних і товариських іграх, а також наймолодшим гравцем «Барси», який коли-небудь виходив на поле.

## Клубна кар'єра

### Дебют в 15 років
Пауліно Алькантара народився 7 жовтня 1896 року в місті Ілоїло на Філіппінах, які тоді були частиною Іспанської імперії в родині каталонця і філіппінки, але пізніше з батьками переїхав до Іспанії. Пауліно виріс у Барселоні і спочатку грав за клуб «Галено», перш ніж його виявив Жоан Гампер, який відвів юного Пауліно в «Барселону». Його дебют в команді відбувся в матчі чемпіонату Каталонії проти клубу «Катала» 25 лютого 1912 року. На той момент Пауліно було лише 15 років, 4 місяці і 18 днів. У тому матчі «Барселона» виграла з рахунком 9:0, а Алькантара забив перші три м'ячі. Алькантара став першим філіппінським і взагалі азійським гравцем в європейському клубі.
Серед його одноклубників на той момент були такі футболісти як Франціско Бру, Джек Грінвелл і Рома Форнс. Пауліно допоміг клубу завоювати Кубок Іспанії у 1913 році і перемогу в чемпіонаті Каталонії 1916 ріку.

### Повернення на Філіппіни
У 1916 році Алькантарі з батьками довелося ухвалити рішення повернутися на Філіппіни, які на той час вже належали США. Там Пауліно продовжив свої дослідження в області медицини, але не забув про футбол і став виступати за клуб «Богеміан Спортінг Клаб» з Маніли. У 1917 року Пауліно представляв збірну Філіппін на чемпіонаті Далекого Сходу на іграх у Токіо. 10 вересня 1917 року Алькантара допоміг збірній Філіппін обіграти збірну Японії з рахунком 15:2, ця перемога є найбільшою для збірної Філіппін. Пауліно також представляв Філіппіни на міжнародних турнірах у настільний теніс. Тим часом «Барселона» не могла завоювати головних трофеїв у його відсутність, і тоді клуб заявив, що поверне Алькантару в Іспанію. Пауліно в той час хворів малярією і, мабуть, відмовився приймати призначені ліки до тих пір, поки його батьки не дозволять йому повернутися в Іспанію.

### Золота доба

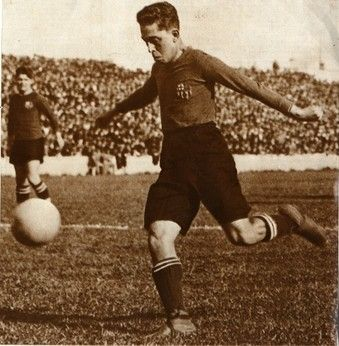
Пауліно_Алькантара під час виступів за «Барселону».

Повернувшись в Іспанію, Пауліно повернувся в «Барселону». До цього часу колишній капітан команди, а тепер і головний тренер Джек Грінвелл вирішив поекспериментувати з Пауліно, виставивши його на поле в лінію захисту, але протести з боку вболівальників спонукали Грінвелла повернути Алькантару в лінію нападу. У 1919 році Пауліно допоміг клубу виграти ще один чемпіонат Каталонії. Клуб також досяг фіналу кубка Іспанії, але в ньому поступився в додатковому таймі клубу «Аренас Хечо» з рахунком 2:5. У 1920 році «Барселона» знову виграла чемпіонат Каталонії і кубок Іспанії, а Алькантара відзначився двома м'ячами у фіналі кубка Іспанії проти «Атлетіка Більбао», матч завершився з рахунком 2:0.
Останні перемоги «Барселони» ознаменували початок першої золотої ери, коли клуб домінував як в чемпіонаті, так і в кубку, а Пауліно був частиною цієї золотої ери. У 1922 році Алькантара забив два м'ячі у фіналі кубка Іспанії проти «Реал Уніону», матч закінчився перемогою «Барселони» з рахунком 5:1. В фіналі кубка Іспанії 1926 року Пауліно забив вирішальний м'яч у додатковий час у матчі проти «Атлетіко Мадрида» і підсумковий рахунок зафіксував перемогу «Барселони» з рахунком 3:2.

## Виступи за збірні
Алькантара в 1915 році дебютував у складі збірної Каталонії. У період між 1915 і 1924 роком Пауліно провів принаймні 6 ігор і забив 4 м'ячі. Проте підтвердження цієї статистики не збереглося, можливо Пауліно зіграв і забив більше. Граючи в збірних Каталонії і Філіппін, де він провів 5 матчів і забив 14 голів.
У 1920 році Алькантара був обраний для представлення Іспанії на Олімпійських іграх, які повинні були пройти в бельгійському місті Антверпен. Замість олімпійських ігор Алькантара волів залишитися вдома і продовжувати здавати медичні іспити. Зрештою Пауліно дебютував за збірну Іспанії у віці 25 років 7 жовтня 1921 року в матчі проти збірної Бельгії, забивши обидва м'ячі в зустрічі. Згодом Алькантара 6 раз зіграв за збірну Іспанії і забив 6 м'ячів.

## Кар'єра тренера
У 1927 році після завершення кар'єри гравця, Пауліно у віці 31 року став лікарем. 5 липня 1927 року «Барселона» зіграла товариський матч проти збірної Іспанії, на честь Алькантари. Пізніше Пауліно виконував функції директора клубу між 1931 і 1934 роком.
У 1930-ті роки вступив до Іспанської фаланги, був волонтером і брав участь у численних військових операціях фашистських військ Франсіско Франко. Під час іспанської громадянської війни, Алькантара був лейтенантом першого фашистського батальйону бригади легіонерів Чорні стрільці (ісп. Frecce Nere). З чорними стрільцями Алькантара служив на фронтах Гвадалахари, Арагону і Каталонії. 26 січня 1939 року разом з військами Хуана Ягуе увійшов у Барселону. Після громадянської війни в Іспанії, Пауліно Алькантара жив в Барселоні. Під час диктатури Франсіско Франко, Алькантара був начальником Falange Española Tradicionalista y de las Juntas de Ofensiva Nacional Sindicalista.
У 1951 року Алькантара був одним з трьох кандидатів на пост головного тренера збірної Іспанії і отримав його, проте при ньому збірна провела лише три матчі: зі збірною Швейцарії (6:3), Бельгії (3:3) і Швеції (0:0). Потім він передав тренерський пост своєму колишньому партнеру по команді — легендарному Рікардо Саморі.
Помер 13 лютого 1964 року на 68-му році життя у місті Барселона.

## Статистика виступів
| Клуб              | Сезон             | Чемпіонат Каталонії | Чемпіонат Каталонії | Кубок Іспанії | Кубок Іспанії | Інші | Інші | Разом | Разом | Товариські матчі | Товариські матчі | Всього | Всього |
| Клуб              | Сезон             | Ігри                | Голи                | Ігри          | Голи          | Ігри | Голи | Ігри  | Голи  | Ігри             | Голи             | Ігри   | Голи   |
| ----------------- | ----------------- | ------------------- | ------------------- | ------------- | ------------- | ---- | ---- | ----- | ----- | ---------------- | ---------------- | ------ | ------ |
| Барселона         | 1911/12           | 1                   | 3                   | 0             | 0             | 0    | 0    | 1     | 3     | 1                | 3                | 2      | 6      |
| Барселона         | 1912/13           | 0                   | 0                   | 2             | 0             | 1    | 2    | 3     | 2     | 6                | 13               | 9      | 15     |
| Барселона         | 1913/14           | 6                   | 2                   | 0             | 0             | 2    | 1    | 8     | 3     | 23               | 19               | 31     | 22     |
| Барселона         | 1914/15           | 6                   | 4                   | 0             | 0             | 2    | 1    | 8     | 5     | 14               | 20               | 22     | 25     |
| Барселона         | 1915/16           | 10                  | 20                  | 4             | 4             | -    | -    | 14    | 24    | 10               | 9                | 24     | 33     |
| Барселона         | 1917/18           | 0                   | 0                   | 0             | 0             | 2    | 0    | 2     | 0     | 4                | 5                | 6      | 5      |
| Барселона         | 1918/19           | 12                  | 12                  | 5             | 5             | -    | -    | 17    | 17    | 18               | 25               | 35     | 42     |
| Барселона         | 1919/20           | 9                   | 15                  | 3             | 3             | -    | -    | 12    | 18    | 25               | 30               | 37     | 48     |
| Барселона         | 1920/21           | 8                   | 7                   | 0             | 0             | -    | -    | 8     | 7     | 10               | 12               | 18     | 19     |
| Барселона         | 1921/22           | 8                   | 19                  | 3             | 8             | -    | -    | 11    | 27    | 11               | 15               | 22     | 42     |
| Барселона         | 1922/23           | 8                   | 7                   | 0             | 0             | -    | -    | 8     | 7     | 27               | 27               | 35     | 34     |
| Барселона         | 1923/24           | 7                   | 4                   | 7             | 9             | -    | -    | 14    | 13    | 35               | 26               | 49     | 39     |
| Барселона         | 1924/25           | 2                   | 0                   | 2             | 0             | -    | -    | 4     | 0     | 11               | 5                | 15     | 5      |
| Барселона         | 1925/26           | 14                  | 4                   | 6             | 3             | -    | -    | 20    | 7     | 7                | 7                | 27     | 14     |
| Барселона         | 1926/27           | 3                   | 2                   | 4             | 2             | -    | -    | 7     | 4     | 10               | 7                | 17     | 11     |
| Всього за кар'єру | Всього за кар'єру | 94                  | 99                  | 36            | 34            | 7    | 4    | 137   | 137   | 212              | 223              | 349    | 360    |

## Титули і досягнення
- Чемпіон Каталонії: (10)

«Барселона»: 1913, 1916, 1919, 1920, 1921, 1922, 1924, 1925, 1926, 1927
- Володар Кубка Іспанії (5):

«Барселона»: 1913, 1920, 1922, 1925, 1926
- Володар Кубка Піренеїв: (2)

«Барселона»: 1912, 1913